# Studentske kartice
Studentske kartice је jedinstveni identifikacioni dokument sa velikom primenom upotrebe, jednostavnošću korišćenja i bezbedosti. One studentu pružaju brojne popuste, omogućavaju ulaz u kulturne i obrazovne ustanove i nude druge pogodnosti studentskog standarda. Ove potpuno bezbedne kartice, zaštićene od mogućnosti falsifikovanja, mogu biti namenske ili multiaplikativne i najfleksibilnije vrste kartica na tržištu koje omogućavaju laku nadogradnju i širenje fukcionalnosti posle njenog izdavanja.

## Vrste studentskih kartica
Danaa su u upotrebi četiri vrste studentskih kartica:
EYCA KARTICA
Idejni tvorac ove kartice je Evropska omladinska asocijacija (European Youth Card Association) , međunarodna neprofitna organizacija, osnovana 1987. godine, sa sedištem u Briselu, čiji je osnovni cilj promocija omladinske mobilnosti i aktivizma, sa akcentom na ostvarivanje popusta za mlade.
Zastupnik projekta Evropske omladinske kartice (EYCA) je EOC koji postoji u Srbiji od 2002. godine.
Evropska omladinska kartica pruža brojne beneficije svim mladima ispod 30 godina starosti, bez obrzira na to da li su oni učenici, studenti, zaposleni ili nezaposleni. Ona pored brojnih beneficija iz različitih oblasti, ima za cilj da se omladinskoj i studentskoj populaciji u Srbiji omogući učestvovanje u mnogim međunarodnim programima čime se podstiče mobilnost i informisanost mladih.
ISIC kartica
Ova kartica se prvobitno koristi kao sredstvo identifikacije na mnogim univerzitetima i školam u svetu. Međutim ona danas više nije samo identifikaciona kafrtica, već se njom možete ostvariti i preko 150.000 popusta u 126 zemanja u svetu.
Za korišćenje kartice u inostranstvu potrebno je posetiti sajt www.isic.org, radi više informacija o  popustima i uslovima korišćenja kartice u željenoj zemlji. Svaka nacionalna ISIC organizacija razvija popuste u svojoj zemlji, te se ti popusti ne mogu upoređivati sa popustima koji su dostupni studentima u Srbiji. U slučaju postojanja problema pri realizaciji popusta/pogodnosti  treba kontaktirati lokalnu ISIC kancelariju u  zemlji u kojoj se javio problem..
Studentska čip kartica
Osim elektronskog evidentiranja podataka ova kartica sadrži i međunarodne ISIC i EYCA licence koje pružaju studentima brojne pogodnosti u zemlji i svetu. Prema tome pored funkcije elektronskog evidentiranja podataka u Studentskom domu i restoranu, Studentska čip kartica sadrži i međunarodne  kartice ISIC i EYCA što znači da možeš koristiti sve njihove pogodnosti.
EYCA učenička kartica
Učenička kartica je projekat koji se razvija u saradnji sa Učeničkim domovima širom Srbije. Projekat je osmišljen sa ciljem da se mladima koji borave u učeničkim domovima olakšaju svakodnevna evidentiranja prilikom ulaska i izlaska u dom, a takođe omogući korišćenje elektronskih bonova za ishranu u menzama.
Učenička kartica u sebi sadrži i Evropsku omladinsku karticu i omogućava učenicima pored olakšanog svakodnevnog funkcionisanja u okviru domova i pristup brojnim popustima u zemlji i inostranstvu. 
Prema tome ova  kartica služi za:
- evidenciju elektronskih bonova za ishranu (učenička kartica za menzu),
- elektronska propusnica za ulazak u dom,
- ostvarivanje pogodnosti i popuste širom Srbije i Evrope,
- pristup brojnim konkursima na različite teme.

## Izdavanje kartica
Dokumenti potrebni za izdavanje studentske kartice su:
- lična karta,
- indeks na uvid,
- popunjen zahtev za izdavanje studentske kartice,
- fotografija za karticu,
- dokaz o uplatiti za izradu kartice.

## Rokovi
Studentska kartica važi dve godine, nakon čega se mora zameniti novom karticom. Svake godine, nakon upisa zimskog semestra korisnik kartice je u obavezi da produži trajanje kartice.

## Literatura
- "Missouri State University Selects Blackboard for Contactless Campus Card System". PR Newswire. PR Newswire. May 15, 2012. ProQuest 1013670588.
- "Nova Southeastern University Campus Smart Card". Business Wire. Feb 22, 2016. ProQuest 445276057.
- Lv, Weichun (2013). „Design of Campus Smart Card System”. Proceedings of the 2nd International Symposium on Computer, Communication, Control and Automation. Paris, France: Atlantis Press. doi:10.2991/isccca.2013.120.

## Spoljašnje veze
- Studentske kartice – vrste, vađenje i uslovi